# Staroutkinsk
Staroutkinsk – osiedle typu miejskiego w Rosji, w obwodzie swierdłowskim. W 2010 roku liczyło 2969 mieszkańców.